# フィルムフェア賞 南インド映画部門アクション監督賞
フィルムフェア賞 南インド映画部門アクション監督賞（フィルムフェアしょう みなみインドえいがぶもんアクションかんとくしょう、Filmfare Best South Action Director Award）は、フィルムフェア賞 南インド映画部門の賞の一つ。

## 受賞者
| 年            | 画像 | 受賞者           | 作品    | 言語     | 出典  |
| ------------- | ---- | ---------------- | ------- | -------- | ----- |
| 2005 (第53回) |      | ピーター・ハイン | Anniyan | タミル語 | [ 1 ] |